# Ionospheric Connection Explorer

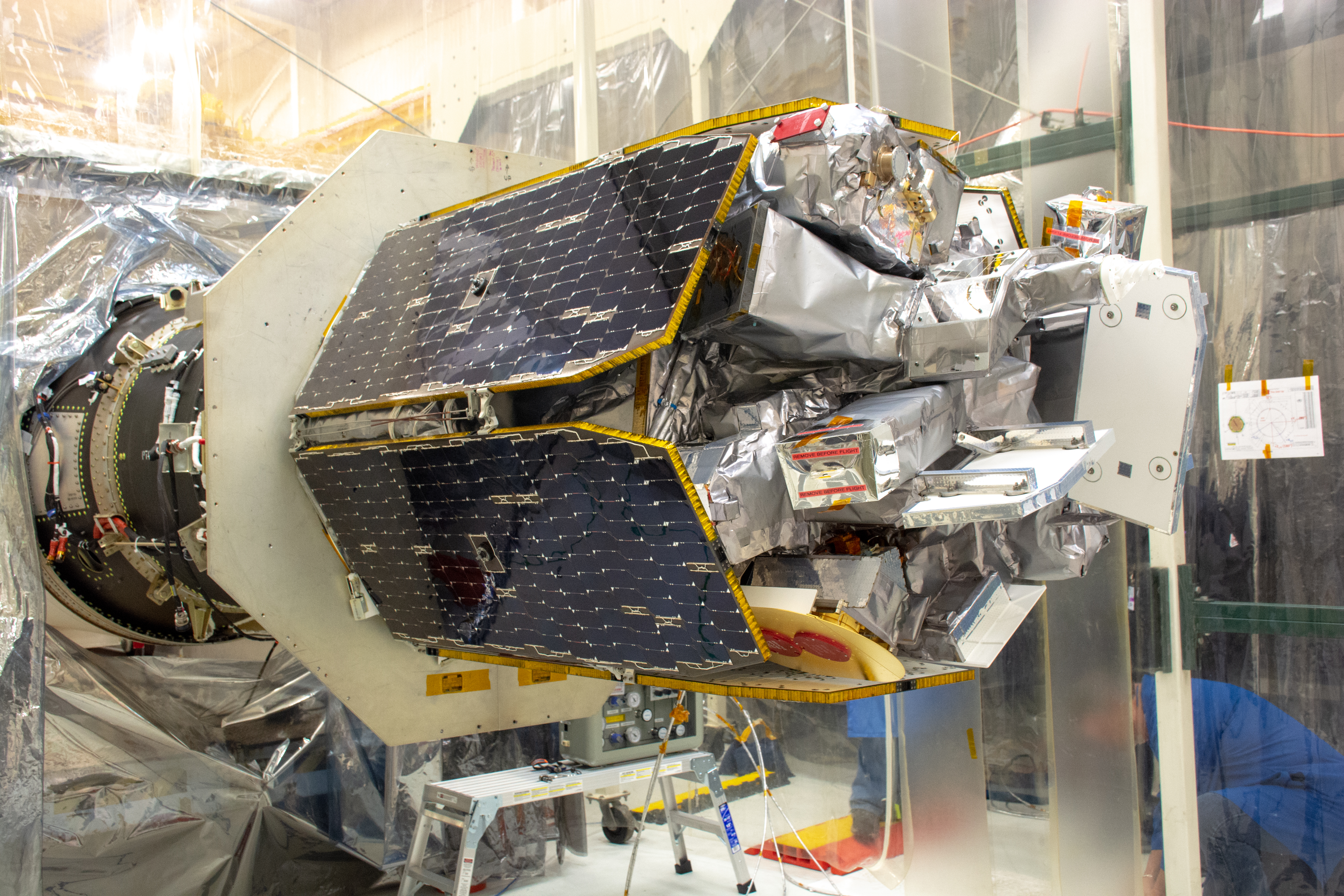
ICON installé sur son lanceur.

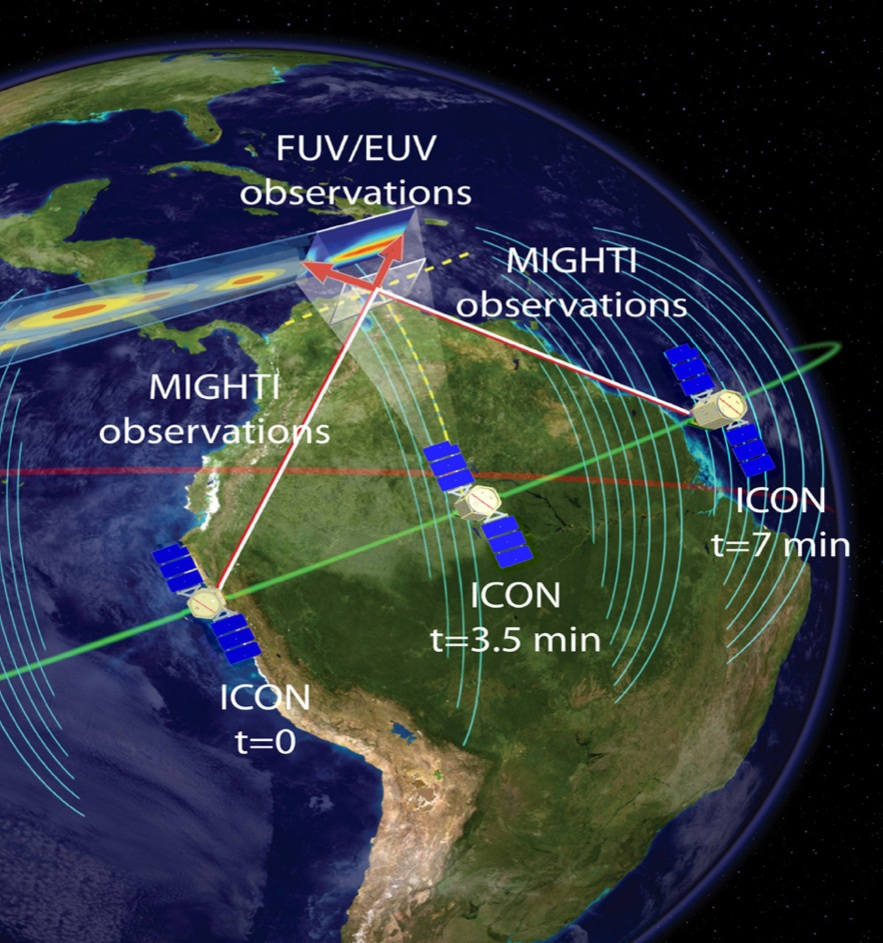
Stratégie d'observation du satellite ICON.

Ionospheric Connection Explorer ou ICON est un satellite scientifique de la NASA, lancé avec succès le 11 octobre 2019 TU, qui étudie les relations physiques entre la Terre et l'espace environnant. Son objectif est d'étudier simultanément l'incidence des phénomènes venant de l'espace (éruption solaire) et de la météorologie terrestre sur la région située aux limites de notre atmosphère et de l'ionosphère. Le satellite est développé par l'université de Californie à Berkeley.

## Contexte
La région située à la limite de l'ionosphère et de l'atmosphère de la Terre est soumise à des variations de grande ampleur qui perturbent les systèmes spatiaux comme les GPS. On considère que l'ionosphère réagit principalement à la météorologie spatiale c'est-à-dire aux changements du régime du vent solaire liés aux éruptions solaires. Les missions spatiales TIMED et IMAGE démontrent que l'ionosphère est également influencée par la météorologie terrestre. La mission d'ICON doit évaluer l'influence de ces deux phénomènes sur la région de l'espace qui nous environne.

## Historique du projet
ICON fait partie du programme Explorer de la NASA qui regroupe des missions scientifiques de l'agence spatiale américaine de faible coût. ICON est présélectionné en septembre 2011 parmi 22 propositions soumises en février de la même année. Le 12 avril 2013  ICON  définitivement sélectionné en même temps que    l'instrument GOLD. ICON est une mission de type MIDEX dont le coût plafonné à 210 millions de dollars américains hors lancement. Mais le lancement  planifié en 2017 est reporté à 2018, puis à 2019 à cause de problèmes rencontrés par son lanceur Pegasus ce qui fait monter la facture à 252 millions de dollars américains .
Le satellite est développé par l'université de Californie à Berkeley pour le compte de la division héliophysique de la NASA.

## Objectifs
La mission doit déterminer :
- L'origine des variations très fortes affectant l'ionosphère et préciser les processus à l'œuvre.
- Le couplage de l'énergie et des déplacements de l'atmosphère de la Terre avec l'espace. Par exemple pourquoi l'environnement spatial est influencé par la saison des moussons ?
- Comment le vent solaire et les effets magnétosphériques modifient l'interface entre l'atmosphère et l'espace environnant. Pourquoi le plasma qui entoure la Terre devient aussi dense durant les tempêtes magnétiques ?

## Caractéristiques techniques
ICON est un satellite d'environ 288 kg et ses dimensions sont celles d'un gros réfrigérateur : 193 x 107 x 107 cm hors antennes et panneaux solaires. Il utilise une plate-forme LEOStar-2 stabilisée sur 3 axes développée par Orbital ATK qui a déjà été utilisée par plusieurs missions scientifiques dont NuSTAR. Il dispose d'un panneau solaire (dimensions 84 x 254 cm) déployé en orbite et orientable avec un degré de liberté et fournissant 780 watts. Les instruments du satellite génèrent environ 1 gigaoctet de données par semaine. Celles-ci sont transmises sur Terre en bande S au cours de 5 à 6 vacations quotidiennes  avec un débit de 4 mégabits par seconde,

## Instrumentation scientifique
Le satellite embarque quatre instruments scientifiques représentant une masse totale de 130 kg :
- L'interféromètre de Michelson MIGHTI (Michelson Interferometer for Global High-resolution Thermospheric Imaging) mesure la température et les vents (direction et vitesse) de la thermosphère. La vitesse du vent est mesurée entre 90  et   300 km d'altitude de jour et entre 90  et   105 km d'une part et entre 200 et 300 km d'autre part de nuit. Ces mesures se font avec une résolution horizontale de 500 km. La température est mesurée entre 90 et 105 km. L'instrument est développé par le Naval Research Laboratory à Washington[9].
- Le système de mesure de vitesse des ions IVM (Ion Velocity Meter) mesure la vitesse, la température et la densité des ions au voisinage du satellite. Il dérive de l'instrument CINDI installé sur le satellite C/NOFS. Il est développé par l'Université du Texas à Dallas[10].
- Le spectrographe ultraviolet EUV (Extreme Ultra-Violet) analyse le spectre d'une tranche verticale du ciel. Il produit une image bi-dimensionnelle grâce au mouvement du satellite. EUV mesure la hauteur et la densité de l'ionosphère. Il dérive de l'instrument SPEAR emporté par le satellite STAT-1[11].
- Le télescope ultraviolet FUV (Far Ultra-Violet) prend des images de l'horizon terrestre dans l'ultraviolet lointain au rythme de 8 images par seconde. Il est monté sur une tourelle pour orienter l'instrument. Il mesure la composition de l'atmosphère terrestre de jour et l'ionosphère la nuit. Il dérive de l'instrument FUV embarqué sur le satellite IMAGE. Il est fourni par l'université de Berkeley[12].

## Déroulement de la mission
Le lancement est initialement prévu au cours de l'été 2017. Mais des problèmes rencontrés sur le lanceur aéroporté Pegasus XL repousse celui-ci d'abord en octobre 2018 puis en 2019. Finalement le lancement a lieu le 11 octobre 2019 à 2 h (TU). La durée de la mission primaire est de 2 ans.